# Gianluca Fulvetti
Gianluca Fulvetti (* 12. Dezember 1973 in Lucca) ist ein italienischer Neuzeithistoriker. Er beschäftigt sich insbesondere mit der italienischen Geschichte zwischen 1943 und 1945 sowie der Geschichte der organisierten Kriminalität.

## Wissenschaftliche Laufbahn
Fulvetti hat Neuere Geschichte an der Universität Pisa studiert und dort 1998 die Laurea erlangt. Seine Abschlussarbeit befasste sich über die Verstrickungen der Mafia und der römisch-katholischen Kirche zu Beginn der 1960er Jahre in Sizilien am konkreten Beispiel der Mönche von Mazzarino.
Auch seine an der Universität Pisa vorgelegte Dissertation im Jahr 2004 befasste sich mit dem Thema Mafia, und zwar über die historischen und verwandtschaftlichen Verbindungen der italienischen und der amerikanischen Mafia in den Jahren zwischen 1860 und 1974.
In der Folgezeit war Fulvetti wissenschaftlicher Mitarbeiter an mehreren Projekten, die sich mit der Resistenza, Erinnerungskultur und den Kriegsverbrechen an der italienischen Zivilbevölkerung im Zweiten Weltkrieg zwischen 1943 und 1945 befassten. 2004 war er außerdem als historischer Sachverständiger für den Militärgerichtshof La Spezia tätig.
Von 2011 bis 2016 leitete er das Historische Institut der Resistenza und der Neueren Geschichte der Provinz Lucca. Für das Istituto nazionale Ferruccio Parri in Mailand, dem er zwischen 2015 und 2018 als wissenschaftlicher Mitarbeiter angehörte, arbeitete er an der Erstellung einer Datenbank mit, die von der Deutschen Bundesregierung mitfinanziert wurde und sämtliche in Italien zwischen Juli 1943 und Mai 1945 begangenen NS-Kriegsverbrechen und die der verbündeten italienischen Faschisten auflistet, und 2016 online veröffentlicht wurde.
Seit Dezember 2018 ist Fulvetti Professor für Neuere und Neueste Geschichte (Storia contemporanea) an der Universität Pisa.

## Veröffentlichungen (Auswahl)
- als Herausgeber mit Francesca Pelini: La politica del massacro: per un atlante delle stragi naziste in Toscana. L’Ancora del Mediterraneo, Neapel 2006 ISBN 978-88-8325-095-8.
- Una comunità in guerra. La Certosa di Farneta tra resistenza e giustizia. L’Ancora del Mediterraneo, Neapel 2006 ISBN 978-88-8325-196-2.
- Uccidere i civili. Le stragi naziste in Toscana (1943–1945). Carocci, Rom 2009 ISBN 978-88-430-4311-8.
- als Herausgeber mit Paolo Pezzino: Zone di guerra, geografie di sangue. L’atlante delle stragi naziste e fasciste in Italia (1943–1945). Mulino, Bologna 2016 ISBN 978-88-15-26788-7.